# Raspailia folium
Raspailia folium är en svampdjursart som beskrevs av Thiele 1898. Raspailia folium ingår i släktet Raspailia och familjen Raspailiidae.
Artens utbredningsområde är havet kring Japan. Inga underarter finns listade i Catalogue of Life.